# Diocesi di Badie
La diocesi di Badie (in latino: Dioecesis Badiensis) è una sede soppressa e sede titolare della Chiesa cattolica.

## Storia
Badie, identificabile con Badès nell'odierna Algeria, è un'antica sede episcopale della provincia romana di Numidia.
Primo vescovo noto di quest'antica sede episcopale è Dativo, che prese parte al concilio di Cartagine convocato il 1º settembre 256 da san Cipriano per discutere della questione relativa alla validità del battesimo amministrato dagli eretici, e che figura al 15º posto nelle Sententiae episcoporum. Secondo la tradizione, Dativo fu condannato nel 257, come confessore della fede, ai lavori forzati; potrebbe essere identificato con l'omonimo santo menzionato nel martirologio romano alla data del 10 settembre.
Alla conferenza di Cartagine del 411, che vide riuniti assieme i vescovi cattolici e donatisti dell'Africa romana, prese parte il donatista Pancrazio; la sede non aveva in quell'occasione nessun vescovo cattolico. Tuttavia alcuni autori attribuiscono a Badie il Potentius episcopus plebis Bladiensis citato dalle fonti e assegnato alla diocesi di Bladia; secondo Mandouze, questa attribuzione è da scartare, poiché durante la conferenza il cattolico Potenzio riferì che aveva nella sua diocesi come rivale donatista il vescovo Adeodato, e non Pancrazio.
Secondo le liste episcopali del 484, anno in cui il re vandalo Unerico convocò tutti i vescovi a Cartagine, esistevano due episcopi Vadensis, Rufiniano e Proficio. Uno di questi vescovi apparteneva certamente alla diocesi di Vada, mentre l'altro potrebbe appartenere alla diocesi di Badie.
Dal 1933 Badie è annoverata tra le sedi vescovili titolari della Chiesa cattolica; dal 21 febbraio 2024 il vescovo titolare è Edilson de Souza Silva, vescovo ausiliare di San Paolo.

## Cronotassi

### Vescovi residenti
- Dativo † (prima del 256 - dopo il 257)
  - Pancrazio † (menzionato nel 411) (vescovo donatista)
- Rufiniano o Proficio † (menzionato nel 484)

### Vescovi titolari
- Joseph Grueter, C.M.M. † (3 aprile 1941 - 11 gennaio 1951 nominato vescovo di Umtata)
- Rubén Isaza Restrepo † (18 dicembre 1952 - 4 novembre 1956 nominato vescovo di Montería)
- Harry Anselm Clinch † (5 dicembre 1956 - 16 ottobre 1967 nominato vescovo di Monterey)
- Alfredo Viola † (1º gennaio 1968 - 28 novembre 1970 dimesso)
- Simeon Anthony Pereira † (3 luglio 1971 - 17 dicembre 1973 nominato vescovo di Rawalpindi)
- David Arias Pérez, O.A.R. † (25 gennaio 1983 - 9 maggio 2019 deceduto)
- Ricardo Aldo Barreto Cairo (17 settembre 2019 - 11 gennaio 2024 nominato vescovo di Valle de la Pascua)
- Edilson de Souza Silva, dal 21 febbraio 2024